# Lučice (okres Havlíčkův Brod)
Lučice (jednotné číslo, německy Lutschitz) je obec v okrese Havlíčkův Brod v Kraji Vysočina. Žije zde 661 obyvatel. Protéká tudy Lučický potok, který je pravostranným přítokem řeky Sázavy. K obci patří též vesnice Chlum a Janovec.

## Historie
První písemná zmínka o obci pochází z roku 1352.
V letech 2006–2010 působil jako starosta Jaroslav Jelen, od roku 2010 tuto funkci zastával František Polák, poté David Šimánek. Dále tuto funkci zastávala Petra Vrzáková. V roce 2022 v komunálních volbách byla za starostku zvolena Martina Vaňkátová. 

## Obyvatelstvo
| Rok            | 1869 | 1880 | 1890 | 1900 | 1910 | 1921 | 1930 | 1950 | 1961 | 1970 | 1980 | 1991 | 2001 | 2006 | 2014 |
| Počet obyvatel | 630  | 674  | 632  | 654  | 748  | 752  | 803  | 712  | 716  | 654  | 657  | 569  | 569  | 600  | 634  |

## Školství
- Základní škola a mateřská škola Lučice

## Pamětihodnosti

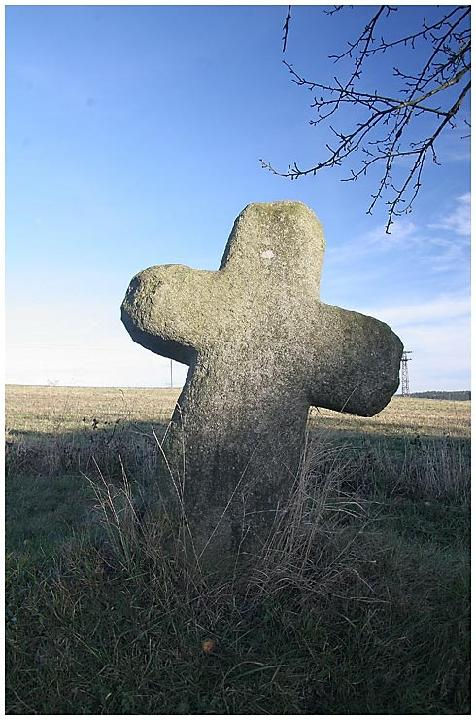
Smírčí kříž u Lučic

- Kostel svaté Markéty
- Smírčí kříž